# Вайлдомар (Каліфорнія)
Вайлдомар (англ. Wildomar) — місто (англ. city) в США, в окрузі Ріверсайд штату Каліфорнія. Населення — 36 875 осіб (2020).

## Географія
Вайлдомар розташований за координатами 33°37′2″ пн. ш. 117°15′30″ зх. д. / 33.61722° пн. ш. 117.25833° зх. д. (33.617278, -117.258248).  За даними Бюро перепису населення США в 2010 році місто мало площу 61,35 км², уся площа — суходіл.

## Демографія
Згідно з переписом 2010 року, у місті мешкало 32 176 осіб у 9992 домогосподарствах у складі 7805 родин. Густота населення становила 524 особи/км².  Було 10806 помешкань (176/км²).
Расовий склад населення:
| - 69,5 % — білих - 4,5 % — азіатів - 3,3 % — чорних або афроамериканців - 1,2 % — корінних американців - 0,2 % — вихідців з тихоокеанських островів - 15,9 % — осіб інших рас |

До двох чи більше рас належало 5,3 %. Частка іспаномовних становила 35,3 % від усіх жителів.
За віковим діапазоном населення розподілялося таким чином: 27,9 % — особи молодші 18 років, 61,5 % — особи у віці 18—64 років, 10,6 % — особи у віці 65 років та старші. Медіана віку мешканця становила 34,6 року. На 100 осіб жіночої статі у місті припадало 97,6 чоловіків;  на 100 жінок у віці від 18 років та старших — 95,9 чоловіків також старших 18 років.
Середній дохід на одне домашнє господарство  становив 73 587 доларів США (медіана — 62 489), а середній дохід на одну сім'ю — 78 250 доларів (медіана — 65 606). Медіана доходів становила 50 335 доларів для чоловіків та 37 530 доларів для жінок. За межею бідності перебувало 15,0 % осіб, у тому числі 21,4 % дітей у віці до 18 років та 10,1 % осіб у віці 65 років та старших.
Цивільне працевлаштоване населення становило 14 508 осіб. Основні галузі зайнятості: освіта, охорона здоров'я та соціальна допомога — 18,3 %, мистецтво, розваги та відпочинок — 12,2 %, роздрібна торгівля — 12,1 %.